# 小倉めぐみ
小倉 めぐみ（おぐら めぐみ、1960年〈昭和35年〉8月25日 - 2021年〈令和3年〉9月14日）は、日本の作詞家。
1980年代から90年代にかけて活躍し、「がんばりましょう」「たぶんオーライ」など、SMAP初期の代表作を含む数多くの作品を作詞した。また、南野陽子にも多くの詞を提供し、「楽園のDoor」「はいからさんが通る」「秋からも、そばにいて」が大ヒット。バラエティ番組のテーマソング、CMソング、映画主題歌も手掛けた。1995年、阪神・淡路大震災後に開催された選抜高等学校野球大会の入場行進曲を担当した。

## 人物
山川啓介に師事し、作詞の世界に入る。
1987年1月にリリースされた南野陽子の6枚目のシングル「楽園のDoor」を作詞。オリコン週間1位を獲得した。これは南野陽子にとって初のオリコン1位獲得だった。また、この曲は映画『スケバン刑事』の主題歌になった。同年12月の「はいからさんが通る」も作詞。オリコン1位、売り上げ27万枚の大ヒットになり、映画の主題歌としても人気を広げた。
1988年、南野陽子の「秋からも、そばにいて」を発表。オリコン1位、27万枚を売り上げる。ポッキーやアーモンドチョコレートのCMソングとしても親しまれた。
1990年代初頭からSMAPの楽曲を数多く手掛ける。1991年に発売されたSMAPの2枚目のシングル「正義の味方はあてにならない」を作詞。作曲家馬飼野康二とタッグを組んだ。
1992年、テレビせとうちを制作局としてテレビ東京系列局などで放映された魔法少女アニメ『花の魔法使いマリーベル』のエンディングテーマに自身の作詞曲が採用された。
1993年に発売されたSMAPの9枚目のシングル「君は君だよ」を作詞。テレビ東京系アニメ『姫ちゃんのリボン』第3期エンディング主題歌に起用された。
1994年に発売されたSMAPの14枚目のシングル「がんばりましょう」を作詞。グループ2作目のオリコン1位を獲得した。それまでに発売されたシングルの売上枚数を大きく上回り、SMAPの人気上昇に大きく貢献した。続けてSMAPの15枚目のシングル「たぶんオーライ」も作詞。初週31.3万枚を売り上げ、またしてもオリコン週間1位を獲得した。1994年12月31日の『第45回NHK紅白歌合戦』にSMAPが出場し、「がんばりましょう」を歌唱した。
1995年、阪神・淡路大震災後に開催された選抜高等学校野球大会の入場行進曲に小倉が作詞した「がんばりましょう」が選ばれた。
2009年、松崎しげるが小倉が作詞した「がんばりましょう」をカバー。同年発売のアルバム『Yes We Can!!』に収録された。
2016年12月21日にJVCケンウッド・ビクターエンタテインメントから発売されたSMAPの6枚目のベスト・アルバム『SMAP 25 YEARS』に小倉が作詞した「君は君だよ」「どうしても君がいい」「がんばりましょう」が収録された。このアルバムには、アルバム制作以前にリリースされたSMAPの曲約400曲の中からファン投票で上位50曲に選ばれた楽曲が収録された。投票総数は約200万票。「どうしても君がいい」が7位に、「君が君だよ」が30位に、「がんばりましょう」が44位にランクインした。
2021年10月、同年9月14日に61歳で死去していたことが報道された。日本音楽著作権協会の会報に訃報が掲載されたことで明らかになった。訃報を受け、南野陽子は所属事務所を通じて「コロナ禍までは、1年に1度は必ずお会いしていて、もう少ししたらお会いできると思っていました。私自身、めぐみさんが紡がれた物語にどれだけ励まされてきたことか…心よりご冥福をお祈り申し上げます」と追悼の言葉を発表した。
稲垣吾郎は10月18日、『THE TRAD』（TOKYO FM）で「小倉さんは今かかっている『たぶんオーライ』や『がんばりましょう』など、たくさんの曲を提供してくださいました。他にも『正義の味方はあてにならない』『君は君だよ』など、特にコンサートの定番曲が多かったです。61歳という、まだまだお若い年齢。僕も驚きました。追悼の意味を込めて、この曲をお届けいたします。僕らにもファンの方にとっても多くの宝物を今まで与えてくださり、ありがとうございました。ゆっくりお休みください」と述べ、番組内で「がんばりましょう」を放送した。

## エピソード
- SMAPにはシングル表題曲だけでなく、カップリングやアルバム収録曲も提供。「シャンプー3つ」「まったくもう」などファン人気の高い曲も多い。SMAP初のベストアルバム『Cool』には、小倉の作詞曲から「話をしていたくて」「Don't Cry Baby」「かなしいほど青い空」などが収録された。
- のちに内閣総理大臣になる自由民主党の政治家・小泉純一郎はフジテレビ系のバラエティ番組「SMAP×SMAP」に出演した際（1999年6月14日）、好きなSMAPの楽曲として小倉が作詞した「君は君だよ」を挙げた。
- 小倉が作詞した「がんばりましょう」はSMAP解散後にも元メンバーによって歌唱されることがある。木村拓哉が出演した2021年1月1日放送の「さんタク」で「がんばりましょう」を含む3曲の中から「木村に歌ってほしい曲」をリモコンのdボタンを用いた視聴者投票でアンケートしたところ、「がんばりましょう」が圧倒的票差で1位になり、木村は明石家さんま（お笑い芸人）、河合郁人（A.B.C-Z）、亀梨和也（KAT-TUN）、Creepy NutsのR-指定とDJ松永とともに即席の6人組を結成し、この曲を熱唱した[10]。このとき、同時間帯にインターネットテレビ・ABEMAで生配信されていた稲垣吾郎、草彅剛、香取慎吾のレギュラー番組「7.2 新しい別の窓」に森且行がゲスト出演しており、トーク中に「森が次のレースで勝った時にしてほしいウイニングランのポーズ」が話題になり、稲垣が「がんばりましょう」の振り付けを提案した一コマがあった。偶然の一致に一部のファンの間で話題になったとネットメディアで報道された[11]。
- 「がんばりましょう」はプロ野球選手の登場曲に多く使用された。小久保裕紀が登場曲にしていた時期もある。2019年7月21日、「虎フェス♪」として開催された阪神甲子園球場での阪神タイガース対東京ヤクルトスワローズ戦では糸井嘉男が登場曲として使用[12]。2021年には福岡ソフトバンクホークスの伊藤大将が使用した[13]。
- 「はいからさんが通る」を筆頭に、歌手としての南野陽子の躍進に作詞家として大きく貢献した。南野がオリコンアルバムチャートにて自身初の1位を獲得した4thアルバム「GARLAND」では10曲中4曲を作詞した（CD版ではシングル「秋のIndication」カップリング曲「ひとつ前の赤い糸」が追加され、11曲中5曲）。
- 「はいからさんが通る」は多くの歌手にカバーされ、長年にわたって小倉の詩が歌われている。2006年にドラマCD『まんすりぃ萌音』で後藤沙緒里がカバーし、南野以外の歌手による初のカバーとなった。2009年にbump.yのCDアルバム『Sweet Hits☆』で桜庭ななみがカバーした。2013年12月4日放送の「2013 FNS歌謡祭」（フジテレビ）では南野と指原莉乃のコンビで歌唱された。2021年6月8日放送の音楽番組「乃木坂スター誕生!」（日本テレビ）では、北川悠理によって歌唱された[14]。後年、音楽番組「うたばん」（TBS）の「スター誕生企画」で南野自身がセルフカバーし、マキシシングルを発売したこともある。
- 中嶋美智代が1992年7月にリリースした3rdアルバム「たんぽぽ」の2曲目「雨のスタジアム」を作詞。「オールスター前のゲーム差」「インフィールドフライ」などの野球用語を駆使し、西武球場時代に西武ライオンズファンと交際する女性の姿を描いた。中嶋はのちに野球選手のサブロー（元千葉ロッテマリーンズなど）と結婚した[15]。

## 主な作詞作品

### 邦楽
- 可愛いKiss、哀しいKiss（歌：少年隊）
- See You Again…!（歌：少年隊）
- She’s a Woman（歌：少年隊）
- Angel（歌：鈴木祥子）
- がんばりましょう（歌：SMAP）
- 正義の味方はあてにならない（歌：SMAP）
- 君は君だよ（歌：SMAP）
- たぶんオーライ（歌：SMAP）
- とても小さな物語（歌：中嶋美智代）
- 思い出にもなれない （歌：中嶋美智代）
- 思われている（歌：中嶋美智代）
- 楽園のDoor(歌：南野陽子)
- はいからさんが通る(歌：南野陽子)
- 秋からも、そばにいて(歌：南野陽子)

### 映画主題歌
- 楽園のDoor(『スケバン刑事』、歌：南野陽子)
- はいからさんが通る(『はいからさんが通る』、歌：南野陽子)

### アニメ主題歌
- 思い出にもなれない （『花の魔法使いマリーベル』前期エンディングテーマ、歌：中嶋美智代）
- 思われている（『花の魔法使いマリーベル』後期エンディングテーマ、歌：中嶋美智代）
- 君は君だよ（『姫ちゃんのリボン』エンディングテーマ、歌：SMAP）
- トライ Again...!（『トップをねらえ!』エンディングテーマ、歌：酒井法子）[16]

### テレビ番組テーマソング
- 『夢がMORI MORI』（フジテレビ系）テーマソング「がんばりましょう」「たぶんオーライ」 歌：SMAP
- 『なるほど!ザ・ワールド』（フジテレビ系）テーマソング「がんばりましょう」歌：SMAP
- 『SMAP☆がんばりますっ!!』（テレビ朝日系）テーマソング「がんばりましょう」歌：SMAP

### オリジナルビデオテーマソング
- 『SMAP VIDEO はじめての夏』挿入歌「君は君だよ」「忘れないでよ」歌：SMAP

### CMソング
- 江崎グリコ「ポッキー」CMソング「秋からも、そばにいて」（歌：南野陽子）
- 江崎グリコ「アーモンドチョコレート」CMソング「秋からも、そばにいて」（歌：南野陽子）
- 富士フイルム「フジカラー」CMソング「はいからさんが通る」（歌：南野陽子）
- 富士通パソコン「FM77AV40EX」CMソング「昼休みの憂鬱」（歌：南野陽子）
- Panasonic「おたっくす」CMソング「正義の味方はあてにならない」（歌：SMAP）
- NTT東日本「テレチョイス」CMソング「それじゃまた」（歌：SMAP）
- ローソン「JOHNNYS WORLD VISUAL RECORD」CMソング「がんばりましょう」「たぶんオーライ」（歌：SMAP）